# Ruellia viridiflora
Ruellia viridiflora är en akantusväxtart som beskrevs av Emery Clarence Leonard. Ruellia viridiflora ingår i släktet Ruellia och familjen akantusväxter. Inga underarter finns listade i Catalogue of Life.